# Copiapoa laui
Copiapoa laui es una especie de planta suculenta perteneciente al género Copiapoa, dentro de la familia Cactaceae. Es endémica del norte de Chile (concretamente desde Antofagasta hasta el noroeste del desierto de Atacama) y es la especie más pequeña del género.

## Descripción

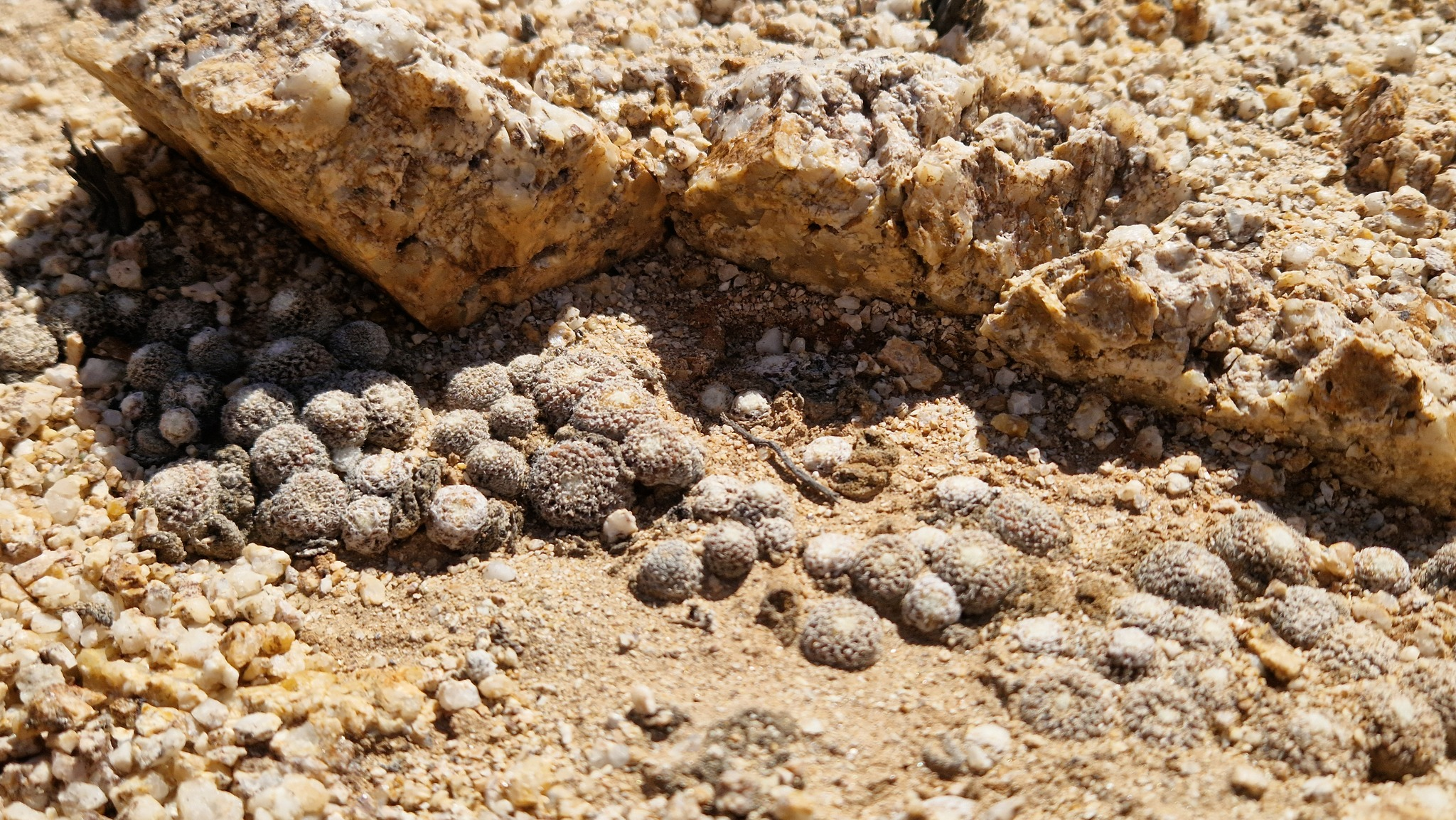
En su hábitat

Copiapoa laui es una especie de cactus hipogeo, ya que la mayor parte del cuerpo de la planta se encuentra bajo tierra mimetizándose con el suelo. Aunque puede crecer de forma solitaria, generalmente aparece en grupos, formando una especie de alfombra o césped que crece a ras de suelo o bajo la superficie. Los tallos son de color gris claro a gris pardo rojizo (a veces incluso verdoso),  y tienen forma esférica y aplanada. Tienen el ápice hundido y cubierto de lana blanquecina. Miden de 1 a 1,5 cm de alto y de 1 a 3 cm de diámetro. Sus raíces están engrosadas, similares a la del nabo, por lo que la propagación se logra fácilmente eliminando un hijuelo con su raíz ya formada.
Presentan de 15 a 20 costillas más o menos divididas en tubérculos bajos y pequeños, formando filas verticales o en espiral. Sobre ellas se asientan areolas circulares de 0,7 a 1 mm de diámetro, separadas unas de otras hasta 2 mm y cubiertas de algo de lana blanquecina. Tienen muy pocas espinas de color blanquecino a amarillento o incluso pueden estar ausentes. Se distingue 1 o ninguna espina central diminuta, y de 4 a 7 espinas radiales muy pequeñas y erizadas, de 0,2 a 0,4 mm de longitud. 

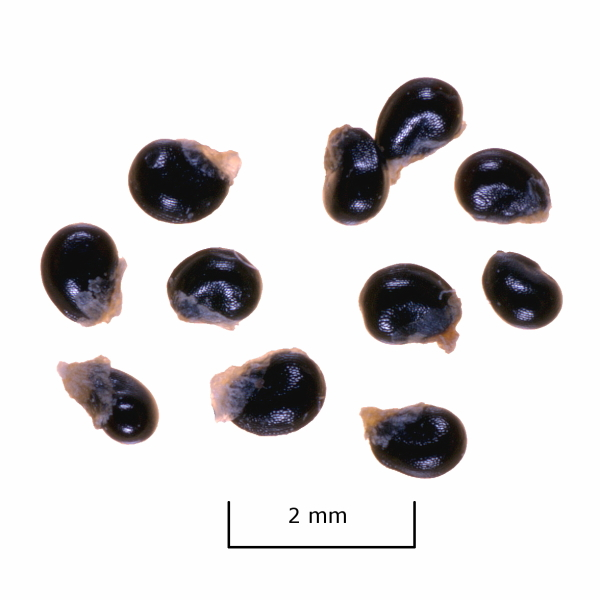
Semillas

Las flores son diurnas, nacen en el ápice de los tallos y miden de 1,5 a 2,2 cm de largo. Son de color amarillo a rojizo por fuera, se abren un solo día y tienen forma de embudo. Los frutos son redondos, de 3 a 5 mm de diámetro y de color marrón verdoso. En su interior contienen semillas negras brillantes de 1 a 1,15 mm de largo y de 0,7 a 0,9 mm de ancho.

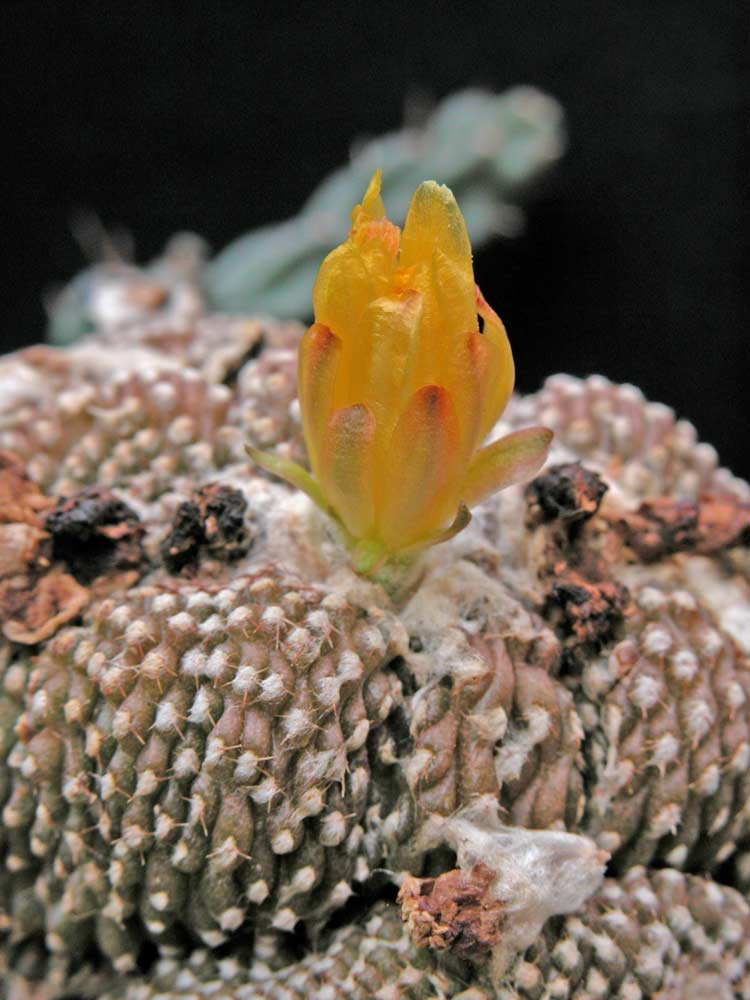
Detalle de la flor

## Distribución y hábitat
El área de distribución nativa de esta especie es el norte de Chile (concretamente desde Antofagasta hasta el noroeste del desierto de Atacama) y crece principalmente en biomas desérticos o de matorrales secos, a elevaciones de 50 a 700 metros sobre el nivel del mar. 
Se desarrolla en áreas bastante planas y con grava cerca de la cima de los cerros costeros. Se ocultan entre las piedras y siempre se sitúan en las zonas de exposición sur que están expuestas a la humedad de las neblinas costeras.

## Taxonomía
Copiapoa laui fue descrita por el botánico alemán Lothar Diers y publicada por primera vez en la revista científica Kakteen und andere Sukkulenten 31: 365 en el año 1980.

Etimología
- Copiapoa: nombre genérico que hace referencia a la ciudad de Copiapó, ubicada en el desierto de Atacama, lugar donde se encuentran la mayoría de las especies de este género.
- laui: epíteto específico otorgado en honor al misionero alemán e investigador de cactus Alfred Bernhard Lau.[4]

## Estado de conservación
En la Lista Roja de Especies Amenazadas de la UICN, la especie está clasificada como “En Peligro (EN)”.
Las principales amenazas que sufre la especie se deben al deterioro del hábitat por efecto de la disminución en las precipitaciones por el cambio climático y la recolección ilegal. Además las plantas son comidas por guanacos por poseer pocas espinas.

## Usos
Se cultiva principalmente como planta ornamental y su propagación se realiza a través de hijuelos o semillas. Señalar que aunque en su hábitat crecen a ras del suelo, en cultivo forman montículos.

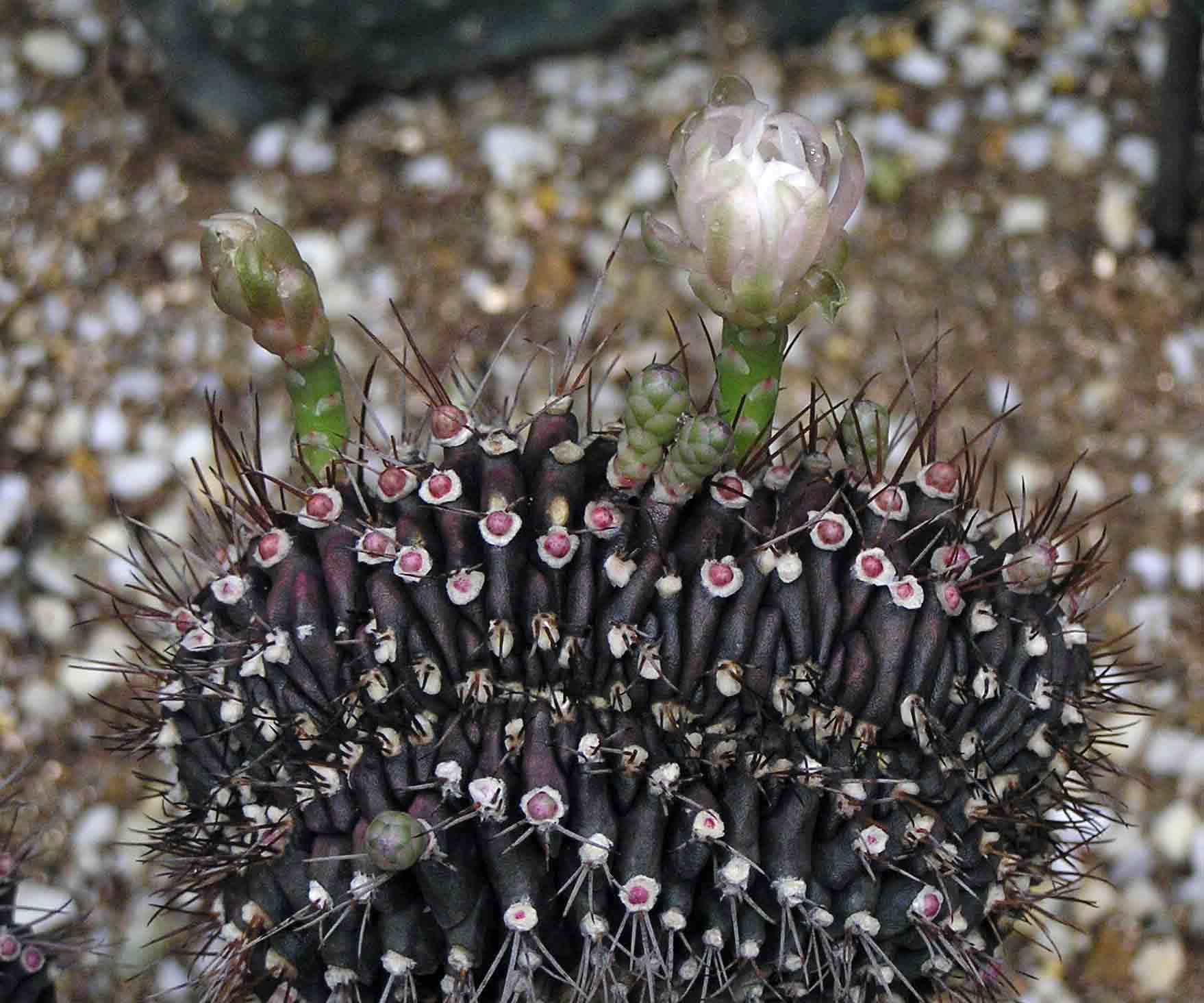
Copiapoa laui variedad cristata (flor blanca)